# Carl Müller (Politiker, um 1845)
Carl Müller (auch Karl) (* 1845 oder 1846; † 1913 oder 1914 in Frankfurt am Main) war ein deutscher Politiker und Mitglied des Provinziallandtages der Provinz Hessen-Nassau.

## Leben
Bevor Carl Müller seine Tätigkeit als Rendant in der Oberförsterei Homburg aufgenommen hatte, war er für den Obertaunuskreis mit der Einziehung von Steuern beauftragt und bei der Landesbank in Bad Homburg vor der Höhe beschäftigt. Er ging in die Politik und wurde 1884 (1884 bis 1885 zunächst für Ludwig Stumpff) Mitglied des Nassauischen Kommunallandtages für den Regierungsbezirk Wiesbaden. Zugleich war er im Finanzausschuss des Provinziallandtages Hessen-Nassau. Seit 1885/86 war er Mitglied des Bezirksrats, des Kreistages und ab 1886/87 des Kreisausschusses des Obertaunuskreises. In diesen Funktionen war er als Anhänger des konservativen Lagers bis 1892 tätig. Er war auch Mitglied der Amt-Armenkommission (die trotz der Auflösung des Amtes Homburg diesen Namen behalten hatte). Im selben Jahr erhielt er die Ernennung zum Rendanten der Kreiskasse Frankfurt am Main, wo er bis zu seiner Pensionierung im Jahre 1912, zuletzt als Rechnungsrat, tätig war.

## Ehrungen
1885/1886 Königlicher Rentmeister